# John Mayer (compositeur)
Pour les articles homonymes, voir John Mayer.
 (octobre 2012).
Si vous disposez d'ouvrages ou d'articles de référence ou si vous connaissez des sites web de qualité traitant du thème abordé ici, merci de compléter l'article en donnant les références utiles à sa vérifiabilité et en les liant à la section « Notes et références ».
John Mayer (28 octobre 1930, Calcutta - 9 mars 2004) est un compositeur et un musicien indo-britannique. De formation classique occidentale et indienne, il s'oriente vers l'ethno-jazz, en précurseur de la world music. Il joue du violon et du clavecin.

## Biographie
John Mayer nait en 1930 à Calcutta, en Inde britannique d'un père anglo-indien et d'une mère tamoule. Il étudie le violon dès 7 ans avec Philippe Sandre à la Calcutta School of Music, puis avec Melhi Metha qui l'encourage à aller à la  Royal Academy de Londres. Dans le même temps, il apprend la théorie musicale indienne avec Sanathan Mukherjee.
Arrivé à Londres en 1950, il étudie la composition avec Matyas Sether. D'origine modeste, il doit assurer des parties de violon avec le London Philharmonic Orchestra, mais il souhaite surtout composer. Sir Charles Groves lui commande alors Dance Suite pour sitar, flûte, tablâ, tampura et orchestre symphonique, en 1958. Il joint ensuite le Royal Philharmonic Orchestra jusqu'en 1965.
En 1964, il a l'occasion de composer une petite pièce jazzy pour Dennis Preston qui lui suggère l'idée d'une composition indo-jazzy. Il forme un quintette avec sitar, tablâ, tampura, flûte, et violon ou clavecin, mais le producteur américain veut un saxophone alto (Joe Harriott). Mayer doit composer en un mois et enregistrer en deux jours, la sortie étant programmée en 1966. C'est un succès immédiat et le groupe John Mayers Indo-Jazz Fusions formé d'un double quintette tourne jusqu'à la mort du saxophoniste, en 1973.
En 1995, le groupe se reforme, John Mayer étant alors Compositeur en résidence et Professeur de composition au Conservatoire de Birmingham.
Son fils Jonathan est également compositeur et joueur de sitar.

## Compositions
- Raga Music pour clarinette seule
- Concerto pour flûte
- Sri Krishnav
- Concerto pour violon
- Prabhanda pour violoncelle et piano (1982). Écrit pour le duo Rohan et Druvi de Saram.
- Shivanataraj - Symphonic Dances
- Sangitara
- Six Ragamalas pour violoncelle et piano (1983). Commandé et écrit pour Rohan de Saram.
- Dance suite pour clarinette et piano
- This The Green Tide
- Calcutta Naga pour piano
- Shehnai Awaz pour hautbois, tambûr et orchestre
- Trimurti pour flûte, tambûr et piano
- Sangit pour violon seul
- Sarasvati pour flûte, violoncelle et piano
- Jatiswaram pour violon et piano
- Musique du Livre de la jungle pour la BBC Radio

## Discographie
Shiva nataraj - King of dance (2001)
John Mayer - violon / tampura
Jonathan Mayer - sitar / tampura
Harjinda Matharu - tabla / tabla bols
James McDowell - flûte
Carlos Lopez-Real - alto / saxophone soprano / tampura
David Smith - trompette / bugle
Simon Colam - piano
David Foster - basse / basse électrique
Andrew Bratt - batterie / ghatam
Inja (2000)
John Mayer - violon / violon alto / tampura / claviers
Jonathan Mayer - sitar / sitar électro-acoustique
Harjinda Matharu - tabla
James McDowell - flûte / flûte alto
Carlos Lopez-Real - saxophone alto / tampura
David Smith - trompette / bugle
Simon Colam - piano
David Foster - basse
Andrew Bratt - batterie / ghatam
Ragatal (1998)
John Mayer - violon
Jonathan Mayer - sitar
Harjinda Matharu - tabla
James McDowell - flûte
Anna Brooks - saxophone
David Smith - trompette / bugle
Steve Tromans - piano
Chris Featonby - bass
Andrew Bratt - batterie
Richard Young - percussions
Asian airs (1997)
Indo-Jazz Suite (1966)
Indo-jazz fusions (1 & 2, 1967-8) par le Joe Harriott and John Mayer Double Quintet
John Mayer - violon/clavecin
Diwan Motihar - sitar
Chris Taylor - flûte
Keshav Sathe - tabla
Chandrahas Paigankar - tambura
Joe Harriott - saxophone alto
Eddie Blair - trompette
Pat Smythe - piano
Rick Laird - basse
Alan Ganley - batterie
Mayer a aussi dirigé l'Orchestre Philharmonique de Londres sur l'album Works Volume I d'Emerson, Lake and Palmer en 1977, pour le Piano Concerto No. 1 de Keith Emerson.